# Kerstin Merlin
Kerstin Merlin (geb. 14. September 1978 in Luckenwalde als Kerstin Tröster, heute bürgerlich Kerstin Gentner) ist eine deutsche Schlagersängerin und Moderatorin.

## Werdegang
Merlin absolvierte an der Staatlichen Ballettschule Berlin eine mehrjährige Ausbildung zur Balletttänzerin. Ihren ersten Auftritt im Fernsehen hatte sie bereits im Alter von 5 Jahren als Sängerin bei Unser Sandmännchen. 1997 begann sie professionell zu singen und wurde 1999 bei der Castingshow „Stimme 99“ des MDR aus 5.000 Bewerbern unter die besten drei gewählt.
Neben dem Singen konzentrierte sich Merlin auf ihre Karriere als Moderatorin. Sie moderierte u. a. von 2011 bis 2015 auf Gute Laune TV die Schlagersendung „Schlager XXL“, welche ab 2014 auch auf SAT.1 Gold ausgestrahlt wurde.
Seit 2017 ist Merlin zusammen mit Melanie Wolf als das Gesangsduo Rotblond aktiv. Der erste Fernsehauftritt als Duo war am 25. März 2017 in der ARD-Show „Schlagercountdown - Das große Premierenfest“ mit Florian Silbereisen.

## Diskografie

### Alben
- 2004: Leb’ genau was du willst (Earlybird Records)
- 2010: Zauberrot (Warner Music International)
- 2015: Glücksmomente (DA Records)

### Kompilationen
- 2017: Lieblingsschlager (DA Records)

### Singles
- 1999: Kann wieder leben – kann wieder lieben (Toi Toi Toi Records)
- 1999: Kleine Männer – sind der Renner (Toi Toi Toi Records)
- 2000: Ich bin enttäuscht von dir (Toi Toi Toi Records)
- 2000: Mann oh Mann (Toi Toi Toi Records)
- 2001: Trau dich (Toi Toi Toi Records)
- 2002: Du hast mir gerade noch gefehlt (Toi Toi Toi Records)
- 2004: Ich lass’ mich heut’ von dir verführ’n (Earlybird Records)
- 2012: Frauen haben immer Recht (Ballhaus Records)
- 2013: So viel Leben (Hitmix Music)
- 2014: Siebter Himmel zu vermieten (Hitmix Music)
- 2016: Eine Nacht oder 1000 Träume (DA Records)
- 2017: Lieder die nie mehr vergehen (DA Records)